# Leopoldo Pasqui
Leopoldo Pasqui (Firenze, 18 febbraio 1801 – 1876) è stato un architetto e ingegnere italiano.

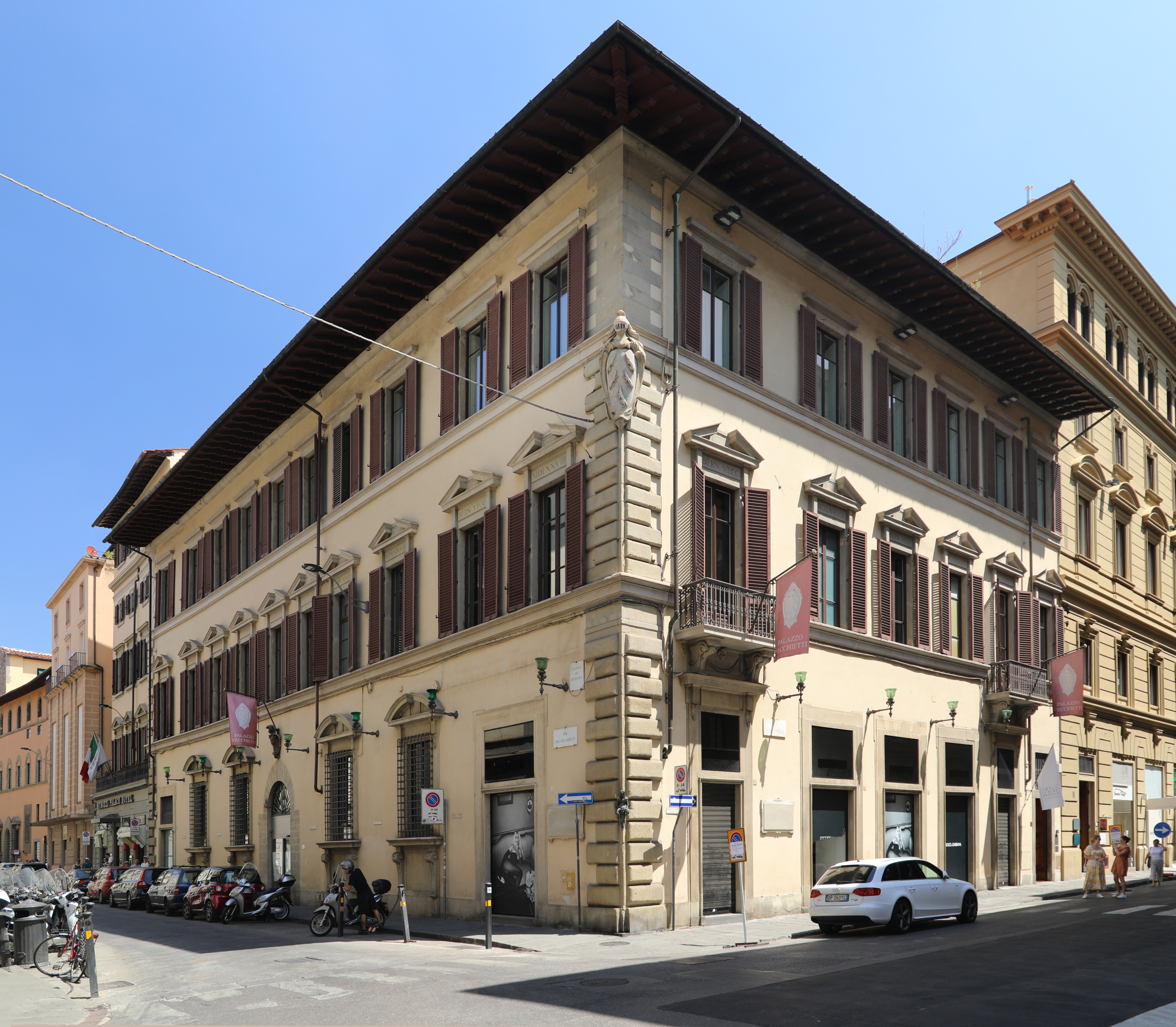
Palazzo Vecchietti

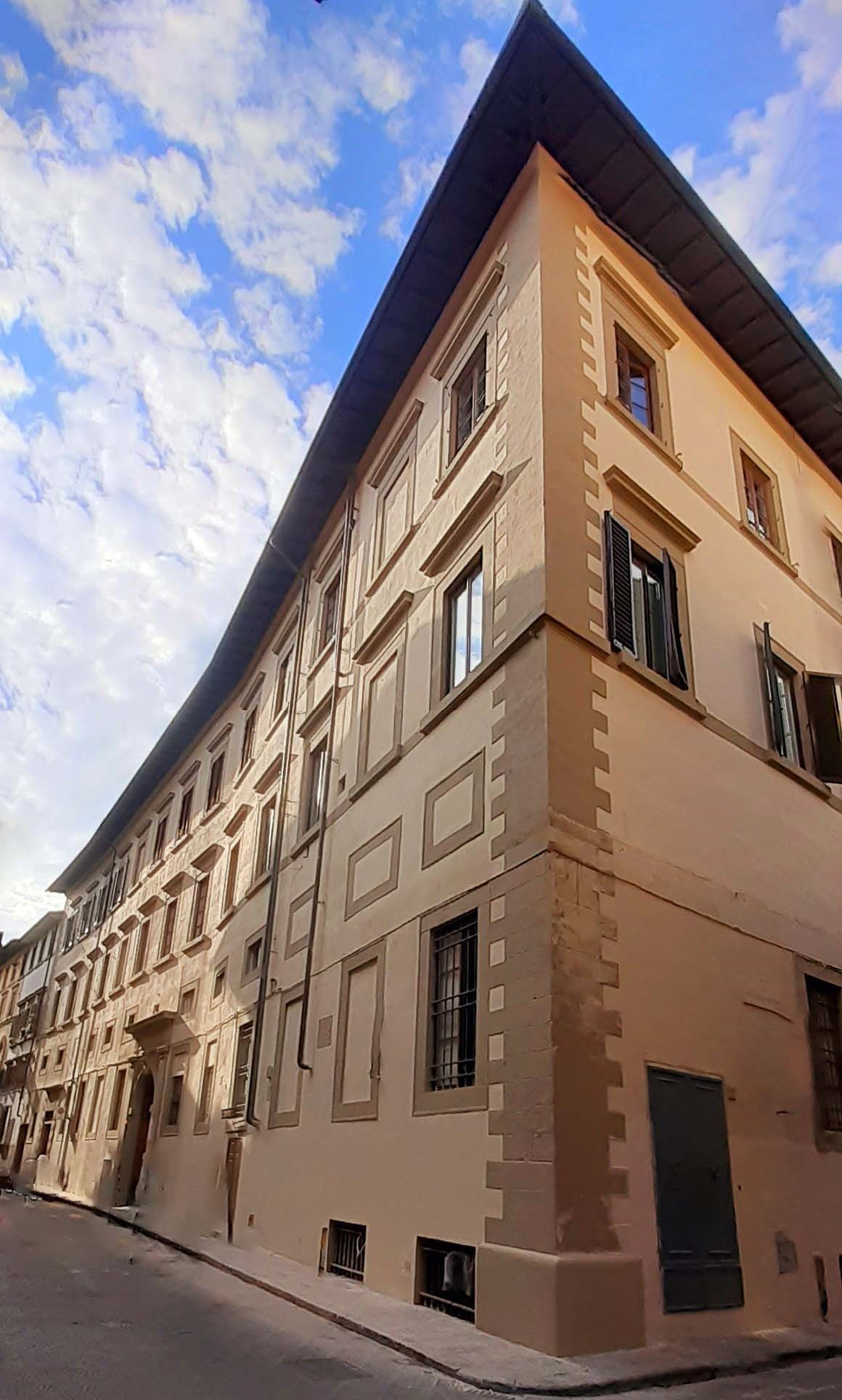
Palazzo Caccini, Firenze

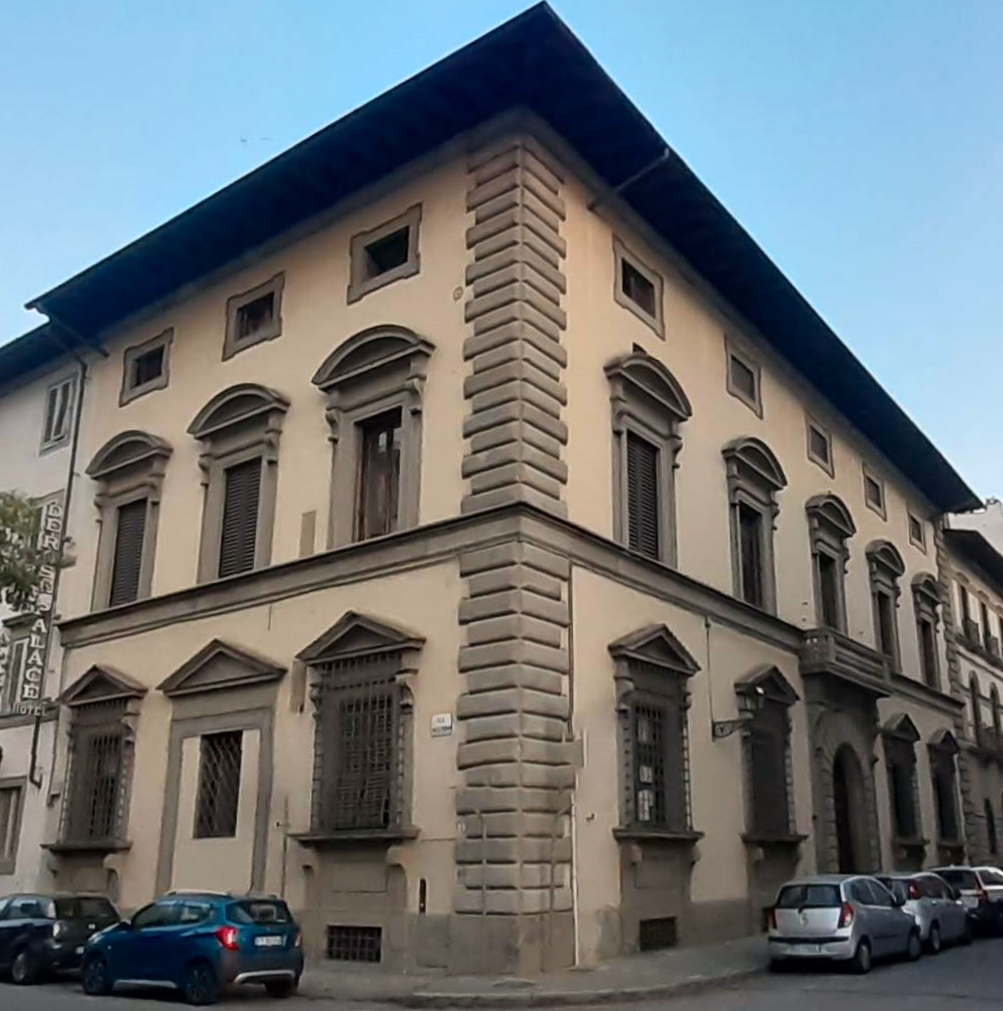
Architettura di Leopoldo Pasqui, anno 1846

È stato un noto esponente dell’ultimo periodo lorenese in Toscana.
Una delle opere più importanti è a Firenze Palazzo Falcini tra via Garibaldi e via Solferino edificato nel 1846.

## Biografia
Figlio di Filippo Pasqui e di Angela Baldorielli (o Angelica Baldariotti ?) e fratello del senatore Zanobi. Interessanti legami parentali, nell'ambito dei più importanti architetti e ingegneri del granducato, si creano con il matrimonio del figlio Filippo con Rosalia, figlia di Carlo Reishammer il quale a sua volta era sposato con la figlia di Alessandro Manetti. Nel 1872 con decreto reale al cognome Pasqui viene aggiunto Cartoni, come si ricava dalla scheda senatore del fratello.. Leopoldo Pasqui Cartoni verrà talvolta così indicato anche per le pubblicazioni che aveva scritto in data antecedente.  L'attività professionale del Pasqui oggi nota avviene nel secondo periodo lorenese del Granducato di Toscana prima delle grandi trasformazioni del centro storico di Firenze capitale. Fu eletto Accademico Corrispondente dell'Accademia delle Arti del Disegno nel 1869.

## Formazione
Si forma all'Accademia di Belle Arti di Firenze e da una fonte coeva del 1844 sappiamo che era istruito anche nell'arte del disegnare, d'incidere e dell'architettura che studiò specialmente nello studio del cavaler Poccianti. Dalla stessa fonte sappiamo che fu chiamato da Giovanni Inghirami alla stesura della "Carta topografica e geometrica della Toscana".

## Attività
È nota l'attività del Pasqui relativa agli interventi di ristrutturazione di antichi palazzi fiorentini, ammodernamenti con rifacimenti di ambienti interni e facciate. Ecco alcuni esempi: 

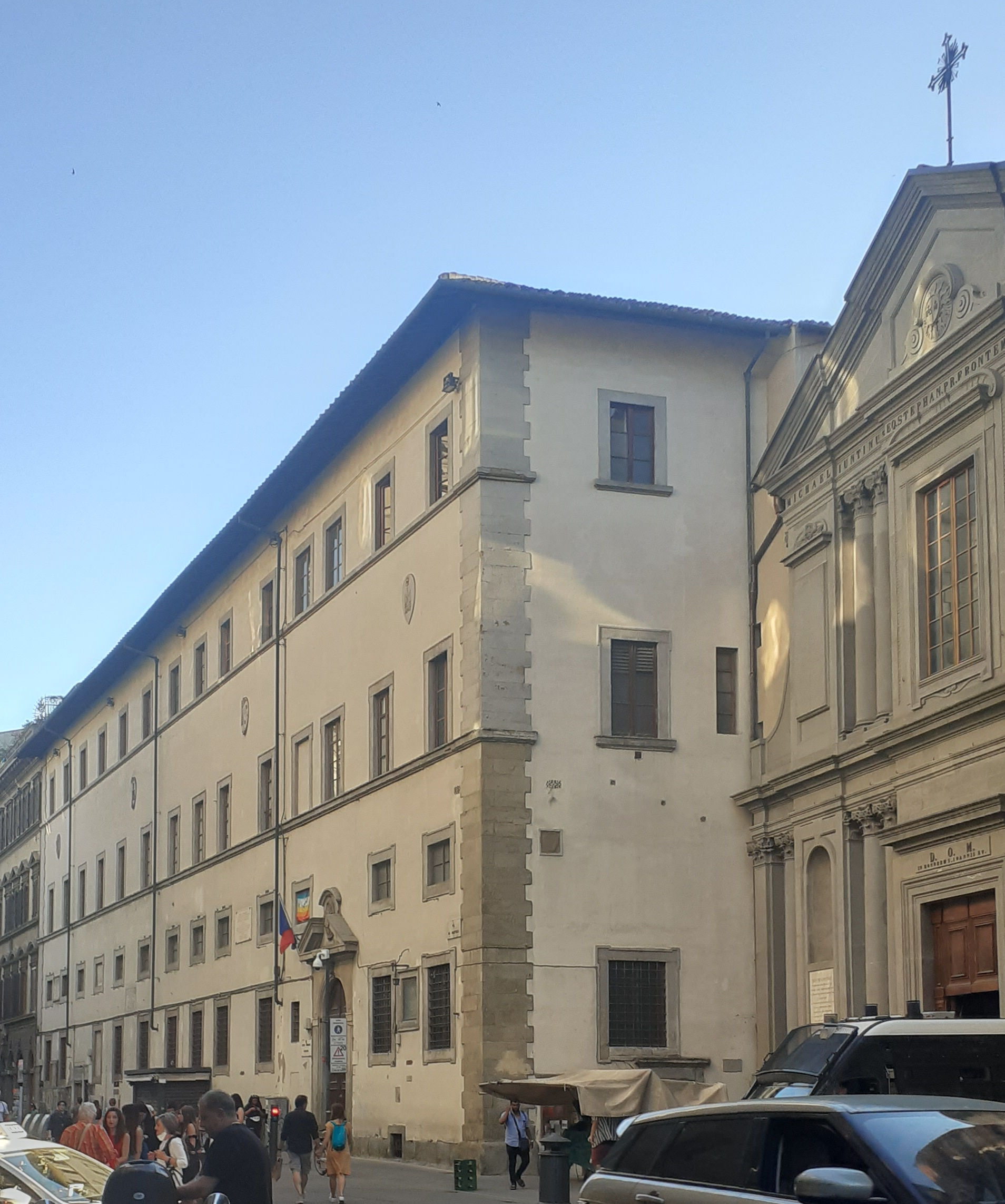
Liceo Galileo e San Giovannino degli Scolopi.

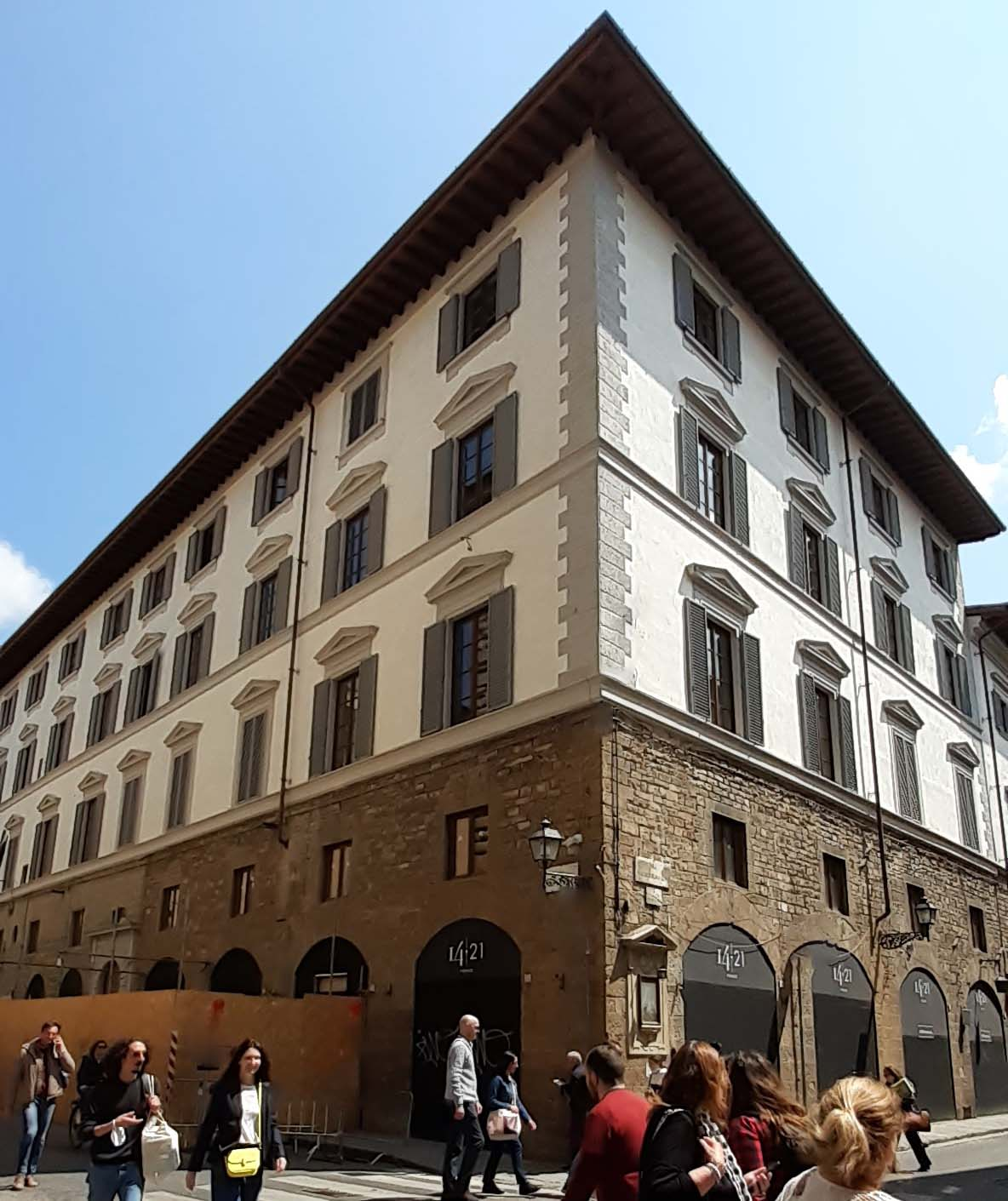
Palazzo Pasqui, 1838-43

- Su Palazzo Vecchietti nel 1828-29, al tempo della proprietà dei Del Corona. Il palazzo era stato rimodernato nel 1578 dal Giambologna su incarico di Bernardo Vecchietti. Di questo il Pasqui ne riporta memoria sugli architravi delle finestre del piano nobile della facciata su Via Strozzi, aggiungendo il nome di Aloisio del Corona, e la data dei nuovi lavori di trasformazione.
- Sul Convento e la Chiesa di San Giovannino degli Scolopi, nel 1836-1838. Il complesso del Collegio fu notevolmente ingrandito con l'annessione del vicino palazzo Martelli e fu rifatta dal Pasqui anche la facciata della chiesa con il doppio ordine.[11]
- Su Palazzo Pasqui nel 1838-1843, quando era di proprietà del fratello Zanobi. La costruzione viene fatta risalire al '300 e vi ebbero bottega Benedetto da Maiano e Jacopo Chimenti. Gli interventi riconducono anche il disegno dell'intera facciata al Pasqui, che vi ebbe studio e abitazione.[12]
- Sul Collegio[13] e Chiesa di San Carlo dei Barnabiti, incaricato dai Padri Scolopi dopo il 1838. Trasformazione degli spazi interni per renderli idonei all'uso di pubbliche scuole e rifacimento della facciata della chiesa.
- Su Palazzo Caccini sono documentati[14] interventi ad iniziare dal 1842, quando i nuovi proprietari Carlo Lustrini e Carlo del Corona richiedono autorizzazione per togliere gli stemmi e alcuni scalini dalla facciata dell'ex palazzo Riccardi Del Vernaccia e che ciò potesse effettuarsi immediatamente cioè avanti di por mano al riattamento della medesima casa da parte dell'ingegnere Leopoldo Pasqui. L'intervento consisterà nell'accorpamento dell'edificio contiguo al palazzo principale (la cui realizzazione è riferita a Giovanni di Alessandro Caccini, con l'assistenza di Giorgio Vasari[15]), Nel vincolo architettonico di tutela del palazzo (1980) è indicato che la ristrutturazione ad opera del Pasqui dura dal 1843 al 1846. In questo periodo la proprietà passa al figlio del Pasqui Filippo[16]. La facciata del palazzo è stata restaurata nel 2022.

Per quanto riguarda la progettazione di nuovi edifici si conosce Palazzo Falcini realizzato nel 1846. Il palazzo è segnalato per l'equilibrio e l'eleganza del disegno dei fronti, con grande attenzione alla tradizione architettonica cinquecentesca, mantenendosi nell'ambito di una misura tutta toscana. Edificio tutelato da vincolo architettonico dal 1987.